# Pikeville (Carolina del Nord)
Pikeville és una població dels Estats Units a l'estat de Carolina del Nord. Segons el cens del 2008 tenia 704 habitants.

## Demografia
Segons el cens del 2000, Pikeville tenia 719 habitants, 306 habitatges i 197 famílies. La densitat de població era de 523,8 habitants per km².
Dels 306 habitatges en un 30,7% hi vivien nens de menys de 18 anys, en un 52,6% hi vivien parelles casades, en un 8,8% dones solteres, i en un 35,6% no eren unitats familiars. En el 32,4% dels habitatges hi vivien persones soles el 18% de les quals corresponia a persones de 65 anys o més que vivien soles. El nombre mitjà de persones vivint en cada habitatge era de 2,35 i el nombre mitjà de persones que vivien en cada família era de 2,98.
Per edats la població es repartia de la següent manera: un 25% tenia menys de 18 anys, un 7,4% entre 18 i 24, un 28,8% entre 25 i 44, un 20,9% de 45 a 60 i un 17,9% 65 anys o més.
L'edat mediana era de 39 anys. Per cada 100 dones de 18 o més anys hi havia 84,6 homes.
La renda mediana per habitatge era de 37.500 $ i la renda mediana per família de 53.750 $. Els homes tenien una renda mediana de 30.469 $ mentre que les dones 23.750 $. La renda per capita de la població era de 18.526 $. Entorn del 6,4% de les famílies estaven per davall del llindar de pobresa.

## Poblacions més properes
El següent diagrama mostra les poblacions més properes.